# Ayapanopsis
Ayapanopsis, rod glavočika, dio tribusa Eupatorieae.

## Opis roda
Rod Ayapanopsis uključuje 14 (danas 17) zeljastih vrsta biljaka koje se nalaze u Južnoj Americi, a najveći broj se pojavljuje u Peruu i Boliviji. Rod nalikuje Ayapani, ali se razlikuje od njega po nepapiloznim dodacima stila, osnovicama koje su često dlakave i preferira šumovita, a ne otvorena staništa.

## Vrste
1. Ayapanopsis adenophora R.M.King & H.Rob.
2. Ayapanopsis andina (B.L.Rob.) R.M.King & H.Rob.
3. Ayapanopsis beckii H.Rob.
4. Ayapanopsis cuchabensis (B.L.Rob.) R.M.King & H.Rob.
5. Ayapanopsis esperanzae (Hassl.) R.M.King & H.Rob.
6. Ayapanopsis euphyes (B.L.Rob.) R.M.King & H.Rob.
7. Ayapanopsis ferreyrae R.M.King & H.Rob.
8. Ayapanopsis latipaniculata (Rusby) R.M.King & H.Rob.
9. Ayapanopsis luteynii H.Rob. & Pruski
10. Ayapanopsis mathewsii (B.L.Rob.) R.M.King & H.Rob.
11. Ayapanopsis oblongifolia (Gardner) R.M.King & H.Rob.
12. Ayapanopsis tarapotensis (B.L.Rob.) R.M.King & H.Rob.
13. Ayapanopsis thermarum (B.L.Rob.) H.Rob.
14. Ayapanopsis triosteifolia (Rusby) R.M.King & H.Rob.
15. Ayapanopsis tucumanensis (Lillo & B.L.Rob.) R.M.King & H.Rob.
16. Ayapanopsis vargasii R.M.King & H.Rob.
17. Ayapanopsis wurdackiana H.Rob.